# Baiso jezik
Baiso jezik (alkali, bayso; ISO 639-3: bsw), jedan od četiri zapadnih omo-tana jezika, šire istočnokušitske skupine, kojim govori 1 010 ljudi (1995 SIL) u nekoliko sela u Etiopiji: Alge (kod Merab Abaya); otok Gidicho (u selima Baiso i Shigima); otok Welege na jezeru Abaya, i zapadnoj obali jezera.

## Vanjske poveznice
- Ethnologue (14th)
- Ethnologue (15th)